# Маса (град)
Маса (итал. Massa) град је у средишњој Италији. Маса је највећи град и средиште истоименог округа Маса-Карара у оквиру италијанске покрајине Тоскана.

## Географија
Град Маса налази се у средишњем делу Италије, 90 км северозападно од Фиренце, седишта покрајине. Град се налази у долини реке Фригидо, која се 5 км западно улива у оближње Тиренско море. Град се сместио на првим бреговима изнад приобалне равнице, која се пружа западно од града. Источно од града се издижу крајње јужни завршеци Алпа.

## Становништво
Према резултатима пописа становништва 2011. у општини је живело 68.856 становника.
| 1931.  | 1936.  | 1951.  | 1961.  | 1971.  | 1981.  | 1991.  | 2001.  | 2011.  |
| ------ | ------ | ------ | ------ | ------ | ------ | ------ | ------ | ------ |
| 39.722 | 41.819 | 50.441 | 56.988 | 62.922 | 65.687 | 66.737 | 66.769 | 68.856 |

Маса данас има око 70.000 становника, махом Италијана. Током протеклих деценија у град се доселило много досељеника из иностранства.

## Партнерски градови
- Вернон
- Бад Кисинген
- Нови Сонч